# Welsh International 1984
Die Welsh International 1984 fanden vom 30. November bis zum 1. Dezember 1984 in Cardiff statt. Es war die 34. Auflage dieser internationalen Meisterschaften von Wales im Badminton.

## Finalergebnisse
| Disziplin    | Sieger                      | Finalist                      | Ergebnis          |
| ------------ | --------------------------- | ----------------------------- | ----------------- |
| Herreneinzel | Morten Frost                | Darren Hall                   | 15–2, 15–6        |
| Dameneinzel  | Charlotte Hattens           | Gillian Martin                | 11–7, 6–11, 11–3  |
| Herrendoppel | Billy Gilliland Dan Travers | Martin Dew Morten Frost       | 15–8, 18–15       |
| Damendoppel  | Gillian Gilks Helen Troke   | Karen Beckman Karen Chapman   | 17–14, 15–8       |
| Mixed        | Martin Dew Gillian Gilks    | Billy Gilliland Karen Chapman | 15–10, 7–15, 15–9 |